# 營運管理與維護
營運管理與維護（英語： 或 ），縮寫OAM或OA＆M，是一個一般用來敘述流程、活動、工具、標準用於營運、管理和維護任何系統的名詞，但更常見於電腦網路和電腦硬體。
特別是「乙太網路營運管理與維護」 （Ethernet OAM） 是一個針對安裝、監控、和故障排除乙太網路城域網（MAN, Metro Area Network）和廣域網（WAN, Wide Area Network）的網路傳輸協定。它依靠在OSI模型的資料鏈結層上的一個新的、可選的子層。營運管理與維護含括了發現、鏈結監視、遠端故障跡象、遠端回路功能在這個協定中。

## 標準
- 障礙與效能監控的 （ITU-T Y.1731[1]） - 定義效能監控量測如：訊框漏失率、訊框延遲和訊框延遲變動以支援SLA 保證和能力計畫。針對 障礙管理，這個標準在電信級乙太網路（carrier networks）針對有效的障礙偵測、驗證、隔離和通知，定義連續性確認、loopback、連線追蹤，和警報抑制 （AIS, RDI） 。
- 連續性障礙管理 （IEEE 802.1ag[2]） - 針對企業和電信級乙太網路（carrier networks） 障礙管理能力定義標準化連續性確認、loopback、和連線追蹤。這個標準同時分割網路成8個層次的管理域。
- 連接層發現 （IEEE 802.1ab） - 定義發現所有提供者邊緣 （Provider Edge） 支援一個共同服務實例和/或發現所有邊緣設備和P路由器常見到一個單一的網路絡域。
- 乙太網路最先一哩 定義在 IEEE 802.3ah[3]機制針對監視和故障排除乙太網路存取鏈結，最特別的是它定義了發現、遠端故障跡象、遠端和當地回路狀況和效能監視工具。
- 乙太網路保護切換 （ITU G.8031） - 提供 同步光網路 APS / SDH MSP 類保護切換到乙太網路主幹。
- 乙太網路營運管理與維護 （EOAM） 是一個針對安裝、監控、和故障排除乙太網路城域網 （MAN）和廣域網 （WAN）的網路傳輸協定。它依靠在OSI模型的資料鏈結層上的一個新的，可選的子層。營運管理與維護含括了發現、鏈結監視、遠端故障跡象、遠端回路功能在這個協定中。